# Позориште Аби
53° 20′ 54″ С; 6° 15′ 26″ З / 53.348333° С; 6.257222° З
Позориште Аби, познато и као Ирско национално позориште у Даблину, једно је од водећих културних институција у Ирској. Прво отварање за јавност било је 27. децембра 1904. године, и упркос губитку оригиналне зграде у пожару 1951. године, остало је активно до данашњег дана. Аби је било прво државно субвенционирано позориште у свету на енглеском језику; 1925. године добило је годишњу субвенцију од Ирске слободне државе. Од јула 1966. Аби је лоцирано у улици Доња опатија 26, Даблин.
Позориште је у својим раним годинама било уско повезано са писцима ирског књижевног препорода, од којих су многи учествовали у његовом оснивању и већина њих је тамо одиграла драме. Аби је служио као расадник за многе водеће ирске драматурге, укључујући Вилијама Батлера Јејтса, Лејди Грегори, Шона О’Кејсија и Џона Милингтона Синга, као и водеће глумце. Поред тога, захваљујући опсежном програму турнеје у иностранству и великој видљивости према страној, посебно америчкој публици, ово позориште постало је важан део ирског културног бренда.

## Основање
Позориште Аби је настало из три различите базе. Прво је било семерално ирско књижевно позориште. Основали су га Лејди Грегори, Едвард Мартин и В. Б. Итс, 1899. године - уз помоћ Џорџа Мура,  представили су представе у концертним собама, које су доживеле критичко одобравање, али ограничено јавно интересовање. Лејди Грегори је замислила друштво које промовише „древни идеализам” посвећен креирању дела ирског позоришта који упарују ирску културу са европским позоришним методама.
Друга база је укључивала рад два даблинска директора, Вилиајма и Франка Фаја. Вилијам је деведесетих година 19. века радио са турнејском компанијом у Ирској, Шкотској и Велсу, док је његов брат Франк био укључен у аматерску драматику у Даблину. Након што се Вилијам вратио у Даблин, браћа Фај уприличили су продукције у дворанама широм града и на крају основали ирску националну драмску компанију В. Г. Фај, фокусирану на развој ирског глумачког талента. У априлу 1902. године браћа Фај су приредили три представе у дворани Свете Терезе у улици Кларендон. Представе су се изводиле углавном за радничку публику и нису биле као уобичајене даблинске представе из средње класе. Компанија је наставила у рад у концертним собама и наредних година.
Трећа основа била је финансијска подршка и искуство Ание Хорниман, Енглескиње средње класе са претходним искуством у позоришној продукцији, она је учествовала у представљању Џорџа Бернанрда Шава представом „Оружје и човек у Лондону 1894. године”.. Оснивање Позоришта повезано је и са ширим таласом промена који су се нашли у европској драми крајем 19. века. Оснивање позоришта Либре у Паризу 1887. године и рад Московског уметничког позоришта 1895. године представљали су изазов и конкуренцију позориштима у Ирској и у читавом свету. Овај покрет одражавао је опредељење Лејди Грегори и одлучност да позориште Аби постане професионално позориште.

## Фондација
Охрабрени успехом дворане Свете Терезе, Ист, Лејди Грегори, Мартин и Џон Милингтон Синг основали су 1903. друштво Ирско национално позориште уз финансирање Хорниана. Придружили су им се глумци и драматичари из компаније Фај. У почетку су имали представе у Молесвортх дворани. Када су Механичко позориште у улици Доња опатија и суседна зграда у улици Марлборот постали доступни након што су га власти за заштиту од пожара затвориле, Хорниман и Вилијам Фај сложили су се да купе и поново поставе простор да задовоље потребе друштва.
Друштво је 11. маја 1904. године формално прихватило Хорниманову понуду о коришћењу зграде. Како Хорниман обично није живео у Ирској, потребни краљевски патенти одобрени су на име Лејди Грегори, иако их је Хорниман плаћао. Оснивачи су именовали Вилијама Фаја као менаџера, одговорног за обуку глумаца у новооснованој репертоарској компанији.
За публику, позориште Аби је отворено 27. децембра. 1904. године. Предлог закона састојао се од три једночинствене представе. Иако је Хорниман дизајнирао костиме, ни она ни Грегори нису били присутни, јер се Хорниман већ вратио у Енглеску. Поред обезбеђивања финансијских средстава, главни улога Грегори око позоришта током наредних година била је организовање реклама и резервација за њихове турнеје у Лондону и провинцијској Енглеској.
Године 1905. године, без одговарајуће консултације са Хорниманом, Итсом, Лејди Грегори и Синг, одлучили су да позориште претворе у друштво са ограниченом одговорношћу. Изнервиран овим потезом, Хорниман је ангажовао Бен Иден Пајне, бившег запосленика позоришта Аби, да помогне покретању нове компаније која је основана у Манчестеру. Водећи глумци Мајре Ник, Хонор Лавеле, Ема Вернон, Мајре Гарве, Франк Волкер, Падрак Колум и Џорџ Робертс напустили су Аби.
Штампа је била импресионирана зградом, а Устав из Јорка написао је да „позориште нема ни оркестар, ни бар, а главни улаз је кроз зграду која је раније била даблинска мртвачница.” Оркестар је основан под вођством др Џона Ф. Лархета.

### Учешће основанича и руководилаца позоришта
Грегори је помогла да се створи Ирско књижевно позориште, које ће касније формирати једну базу за ИНТС, са Вилијамом Батлером и Едвардом Мартином. Упознала је Батлера 1898. године и он јој је признао да је био његов сан да створи позориште у којем би се могле изводити нове амбициозне ирске представе. Идеја је изгледала све више и више могуће постићи док су непрестано разговарали и до краја свог првог састанка имали су план како да „национално позориште“ постане стварност. У првој години позоришта, Лејди Грегори била је задужена за проналажење новца и као подршка, а чак је и донирала део свог новца. Била је критична у успостављању ИЛТ и ИНТС-а да финансијски функционишу пре подршке Ани Хорниман.
Године 1903. када је Хорниман понудио ИНТС-у позориште, Лејди Грегори планирала је да заобиђе услове договора. Није волела Хорнимана и била је срећна кад је отишла, рекавши да је „ослобођена”. Написала је многе представе за позориште, специјализовајући се за једночинку. Позориште Аби понекад се назива и Батлерово позориште. Вилијам Батлер желео је позориште у коме су драматичне речи најважније, што превладава над глумцем и публиком. За њега је било веома важно да аутори имају контролу. Управо због њега и његових напора Лејди Грегори, Сине и он постали су Управни одбор ИНТС-а. Тек након сусрета са Лејди Грегори, Батлер је сматрао да је стварање таквог позоришта могуће. С њом је блиско сарађивао скоро годину дана пре прве продукције, током које су његове представе изведене до великог успеха, а неки су их називали и „културним догађајем деценије“, док су их неки оптуживали да су превише политичке или чак да је написане као јеретичка драма.
Батлер је након тога усвојио нову, инклузивнију политику, која је помогла њему и Лејди Грегори да регрутују многе нове покровитеље, већину протестантских и / или унионистичких. Већ 1900. године Батлер је послао писмо Лејди Грегори у којем се подразумевало да је сигуран да ће наћи поузданог заштитника који је у то време остао анониман. Покровитељ о коме је говорио био је Ание Хорниман, која је анонимно финансирала Батлерову прву представу 1884. године. Тада је почео да жели да Аби буде национално позориште. Међутим, до октобра 1901. године, изгубио је интересовање за позориште као средство за изражавање своје уметничке визије, јер је био присиљен да жртвује како би се прилагодио сарадницима. Одлучио је да остане због своје везе са Хорниманом, кога је видео као средство за осигуравање својих амбиција.ref>Behind the Scenes: Yeats, Horniman and the Struggle for the Abbey Theatre. стр. 49—50, 75—77.</ref>
Његова веза са Хорниманом била је од суштинске важности за његове пројекте, толико да је пред публиком изјавио да неће примати новац од националиста и униониста, што га је натерало да промени целу политику позоришта..  Овај говор одржао је 1903. године, а до 1904. био је председник позоришта Аби. Кад је Хорниман отишао, желео је да врати националистички аспект који је позориште некада имало, али га је Хорниманова претња зауставила; коначно је имао последњу реч уз помоћ Бернарда Шоа и Лејди Грегори. Током лета 1909. Шо је понудио своју драму Бланко Поснет позоришти, представи која је претходно цензурисана и која му је омогућила да изазове британску власт и да се врати национализму, чиме је стекао нову репутацију. Батлер је уз помоћ Лејди Грегои откупио Аби и тужио Хорнимана за субвенцију за коју је веровао да она дугује, али победила је само на принципу и није примила новац.
Ани Хорниман, британска љубитељка позоришта и водитељка, била је од суштинске важности за стварање позоришта Аби, јер је била њен први значајни заштитник и жена која је понудила зграду у којој ће се касније успоставити. Прво ју је довео Батлер као костимографкињу за своју представу „Краљевски праг”, јер је она веома волела његову уметност и то је био и начин да се он приближи. Батлерова дуга веза са њом и љубав према позоришту учинили су да прихвати да постане стални заштитник, а до 1901. њен новац је обезбеђен.
Њена подршка била је толико важна да је он већ имао улогу у позоришту Аби пре него што је уопште и створена.Међутим, до тренутка када је ИТЛ постала ИНТС, Батлер је морао да је увери да њен новац неће бити коришћен за финансирање националистичке побуне. Подржала га је као и ИНТС уз финансијску подршку јер је долазила из богате породице и 1903. године, након што је Батлер елоквентно прогласио своје аполитичне позоришне идеале, понудила му је да му пружи позориште у Даблину у вредности од тринаест хиљада фунти, али за нагодбу да ради, имала је строге услове.
Прво, тражила је да се његов говор, есеји о „Ирском националном позоришту“ и њена понуда објаве у јавности. Друго, оно што је она највише нагласила, било је да уопште нема политике. Коначно је дала зграду за позориште Аби 1904. године, али је остала власник. Батлер је прихватио њене услове, али Грегори и Синг су тек касније званично прихватили понуду. Хориман није желела да има икакве везе са ирском политиком, посебно не са национализмом, и била је врло реактивна на све што је сматрала политичким, што је изазвало неколико запаљивих свађа код колега. Она се такође није бринула о приступу позоришту, што је било важно питање за осниваче, па је створила додатна правила за цене карата, а Аби позориште је постало једно од најскупљих позоришта у Даблину. Од тада је Аби постала менаџерка позоришта. Током година, она је много пута враћала вредност позоришта у новцу у замену за доприносе у позоришним представама и поштовање директора компаније. Аби је позориште напустила 1907. године, али је остала укључена финансијски до 1910. године.
Од 1907 до 1909. године укључила се у ИНТС, у суштини претећи затвораљу ако је учињено било шта што је сматрала политичким, чак и ако је тумачење дискутабилно. Након нереда који су уследили након Сингове представе, она је у потпуности изразила мржњу према ирском национализму и патриотизму и поново претила затварању позоришта Аби, али када је Бланко Поснет представљен, а националисти ухваћени, склопила је договор са Батлером и Лејди Грегори да им продат позориште. Преговори су се престали и 1910. године, када је Аби остала отворена на дан када је умро краљ Едвард III, Хорниман је имала коначни спор на суду са Батлером пре него што је напустила позориште заувек.

## Ране године
У раним годинама оснивања позоришта постојали су изазови у проналажењу ирских драмских текстова, па су оснивачи поставили смернице за драматурге који су послали представе и сами написали неке представе. Појава позоришта, изазов проналажења ирских драмских драмских текстова, протести западног света и рад Ирског позоришта били су кључни догађаји за то време у граду. Као једна од првих директорки новог Аби позоришта, Лејди Грегори размењивала је преписку са колегама Ватлером и Сингеом, што је хронично додало даљи развој позоришта, укључујући теме као што су критички пријем представа, изазов уравнотежења државног финансирања и уметничку слободу, доприноси глумаца и других који подржавају позориште. Ново позориште постигло је велики популарни успех, а много публике присуствовало је многим његовим продукцијама.  Аби позориште је имало срећу што је Синге био кључни члан, јер је тада сматран једним од најистакнутијих драматурга на енглеском језику. Позориште је упризорило многе представе угледних или ускоро еминентних аутора, укључујући Батлера, Лејди Грегори, Мура, Џорџа Бернарда Шава, Ленок Робинсон и друге.
У јануару 1907. године када је отварање Сингеовог Плајбој западног света резултирало грађанским немирима, невоље делом су охрабрили националисти који су веровали да је позориште недовољно политичко. Велики део публике гласно је протестовао, а глумци су остатак представе једва извели. Одлука позоришта да позове полицију додатно је потакнула гнев националиста. Иако се мишљење штампе убрзо окренуло нередима и протести изблиедели, управљање позириште Аби било је уздрмано. Они су одлучили да не постављају Сингеову следећу - и последњу довршену представу из страха од даљих сметњи. Исте године, повезаност браће Фај с позориштем завршила је када су емигрирали у Сједињене Државе због сукоба с Батлером. Ленок Робинсон преузео је свакодневно управљање позориште након што је Хорниман повукла финансијску подршку.
Године 1909. Шавово откривање Бланка Поснета довело је до додатних протеста. Следећа расправа заузела је целокупни број позоришног часописа „Стрела”.  Такође те године, власници су одлучили да позориште постане независно од Ание Хорниман. Односи са Хорниманом били су напети, делом и зато што је желела да буде умешана у избор које представе треба да се изводе и када. Као знак поштовања због смрти краља Едварда III, постојало је разумевање да се позоришта у Даблину затварају у ноћи 7. маја 1910. године. Робинсон је, међутим, држао позориште Аби отвореним. Када је Хорниман чуо за Робинсонову одлуку, прекинула је везу са компанијом. Према њеној процени, у тај пројекат је уложила 10.350 фунти.
Са губитком Хорнимана, Синга и Фаја, Аби под Робинсоном ишла је до пропадања, била од пада јавног интереса. Овај тренд је накратко заустављен појавом Сина О’Кејсија као наследника Синга. Каријера драматурга О’Кејсија започела је Шадовом представом коју је приредило позириште, 1923. године. Забринут због реакције јавности, позориште је одбацило следећу представу О’Кејсија. Убрзо након тога он је емигрирао у Лондон.
Први светски рат и Ускршњи устанак готово су уништили позориште; међутим, 1924. године Батлер и Лејди Грегори понудили су позоришти влади Слободне државе као поклон ирском народу. Иако је влада то одбила, наредне године министар финансија Ернест Блит договорио је годишњу субвенцију владе у износу од 850 фунти за Аби позориште. Ово је компанију учинило првим позориштем које је подржала држава у свету, на енглеском језику.  Субвенција је омогућила позоришту да избегне банкрот, али износ је био премали да би га спасио од финансијских тешкоћа. Године 1924. основана је Аби школа глуме. Балетску школу Аби основала је Нинет де Валис - која је пружила кореографију за бројне Батлерове представе - и постојала је до 1933. године.  Око овог времена компанија је стекла додатни простор омогућавајући им да направе мало експериментално позориште, Паун, у приземљу главног позоришта.  Године 1928. Хилтон Едвардс и Мишел Маклиамир покренули су позориште Гејт, првобитно користећи Пауна за постављање дела европских и америчких драматурга.  Гејт је првенствено тражила дело од нових ирских драмских драмских текстова и упркос новом простору, Аби је ушла у период уметничког пада.

## Позориште 1930—1950
Традиција Абија првенствено као позоришта писаца преживела је Батлерово повлачење из свакодневног учешћа.  Франк О’Конор био је у одбору од 1935. до 1939. године, био управни директор од 1937. године и имао је две представе у овом периоду. Отуђен је и није се могао носити с многим другим члановима одбора. Иако се да задржи положај, убрзо након што је Батлер умро, 1941. Ернест Блит, политичар, који је договорио прву државну субвенцију за позориште, постао је директор.
Током четрдесетих и педесетих година 20. века, постојао је стални пад броја нових продукција. Настале су 104 нове представе настале у периоду 1930—1940, док се тај број смањио на 62 за 1940—1950. Након тога дошло је до још једног смањења. Међутим, позориште је било неизмерено све мањом количином продукција оригиналних представа и порастом броја публике. Став шире јавности увелико се променио према позоришту Аби од почетка века. Више није било резервисано као позориште за богате и за мали број интелектуалаца, већ је постало позориште за „обичне људе”. Уместо старог система позоришта о ограничавању нове представе на недељу, без обзира колико популарна представа постала, у позоришту Аби су се изводиле нове представе све док публика није постала презасићена.
Током четрдесетих и педесетих година број публике је наставио да опада. Дана 17. јула 1951. године ватра је уништила позориште Аби, а само је Паун преживео нетакнут. Компанија је закупила старо позориште у септембру и тамо је остала све до 1966. године. У фебруару 1961. године остатак Аби позоришта је срушен. Одбор је имао планове за обнову по дизајну ирског архитекте Мајкла Слота. Дана 3. септембра 1963. године председник Ирске, Ејмон де Валера, поставио је камен темељац за ново позориште, а оно је поново отворено 18. јула 1966. године.

## Позориште 1950—1990
Нова зграда, нова генерација драматуга укључујући такве ликове као што су Хаг Леонард, Брајан Фрел и Том Мафри и туризам који је Народно позориште укључивао као кључну културну атракцију, помогли су оживљавању позоришта. Почевши 1957. године, учешће позоришта на Даблинском позоришном фестивалу помогло је његовом оживљавању. Успешне и популарне представе помогле су у подизању међународног профила позоришта. У децембру 2004. позориште је прославило стогодишњицу догађајима који су укључивали представе оригиналног програма аматерских драмских група и продукцију филма. Упркос стогодишњици, није све било добро: број гледалаца је падао, Паун је затворен због недостатка новца, позориште је било близу банкрота, а особље је осетило претњу од великих отпуштања.
У септембру 2004. године, два члана саветодавног савета позоришта, драмски играчи Џими Марфи и Улик О’Конор изнели су „покрет неповерења” уметничком директору Бену Барнсу и критиковали га да је гостовао у представи у Аустралији током дубоке финансијске и уметничке  кризе код куће. Барнс се вратио и привремено задржао свој положај. Дебакл је Аби ставио под велику контролу јавности. 12. маја 2005. године. Барнс и извршни директор Брајан Џексон поднели су оставку након што је утврђено да је дефицит позоришта у износу од 1,85 милиона евра подцењен. Нови директор, Мак Конгал, чији је мандат требао да почне у јануару 2006. године, преузео је функцију у мају 2005. године.

## Поновно успостављање
Дана 20. августа 2005. године Саветодавно тело позоришта Аби одобрило је план о распуштању власника Аби, националном позоришном друштву, и заменило га компанијом са ограниченом гаранцијом. После снажне расправе, одбор је прихватио програм. Усредсређујући се на овом плану, Ирско веће за уметност је доделило позоришту 25,7 милиона евра у јануару 2006. године, који ће се распоредити на три године. Неповратна средства представљала су приближно 43 процената прихода прихода позоришта и била су највећа коју је Уметничко веће доделило икад. Нова компанија основана је 1. фебруара 2006. године, уз најаву новог Одбора о позоришту којим је председавао судија Вишег суда Брајан Мекмахон. У марту 2007. године, већи аудиторијум у позоришту је радикално конфигурисао Џин Легат као део велике надоградње позоришта.
Године 2009. Одељење за књижевност најавило је пилот нове развојне иницијативе, Новог програма драматичара. Шест писаца који су учествовали у овом пилот програму били су Ајдан Харни, Лиса Кеог, Шона Макарти, Џоди О’Нил, Нел Шарпсон и Лиса Тирни. 
Аби је ангажовало више од 30 писаца након што је Маконгал постављен за режисера у мају 2005. године а Аби је продуцирала нове драме. Аби је такође развила везу са Јавним позориштем у Њујорку, где је представила две нове представе. Позориште је такође направило  историјски потез у сезони 2009/10. продуцирајући четири узастопне нове драме. Аби је водила посебан програм Буђење нације у знак ускрсног успона 1916. године. Неке полемике настале су око чињенице да је од десет продукција, само једну, монолог за децу, урадила женска драматуршкиња.
Године 2016. политика позоришта прешла је са два директора на петогодишње уговоре. Нил Мурреј из Велса и Грахам Макларен из Шкотске спроводили су политике које укључују значајне турнеје, шири избор представа и нагласак на различитости. Такође су наставили пројекат обнове позоришне зграде, а Макларен је описао тренутну структуру као „најгору позоришну зграду у којој је икад радио ... стаљиниција ... ужасан, ужасан дизајн”.
У септембру 2012. године, позориште Аби купио је Еден Кај. Уз поменути буџет до 80 милиона евра, укључујући капитална средства централне владе, план је уклонити постојећу зграду и изградити на комбинованој локацији, стварајући два нова позоришна простора, од 700 и 250 места, заједно са рестораном, модерним пробним простором и новим канцеларијама. До јануара 2020. градња још увек није започела.